# Дипломатически мисии на Полша
Това е списък на дипломатическите мисии на Полша, без почетните консулства.
Министерството на външните работи е намалило броя на дипломатическите мисии в чужбина през септември 2008 г. Мисии (посолства и генерални консулства) са затворени в Сан Хосе, Панама, Рио де Женейро, Сана, Бенгази, Казабланка, Лагос, Дар ес Салам, Дака, Манила, Пном Пен, Виентян. В Дакар, Хараре, Монтевидео, Лайпциг, Киншаса е планирано да бъдат затворени през следващите месеци. През 2008 мисии са открити в Кабул, Катания, Подгорица, Манчестър, Ашхабат, Рамала.

## Европа
- Австрия
  - Виена (посолство)
- Азербайджан
  - Баку (посолство)
- Албания
  - Тирана (посолство)
- Армения
  - Ереван (посолство)
- Беларус
  - Минск (посолство)
  - Брест (генерално консулство)
  - Гродно (генерално консулство)
- Белгия
  - Брюксел (посолство)
- Босна и Херцеговина
  - Сараево (посолство)
- България
  - София (посолство)
  - Варна (генерално консулство)
- Ватикан
  - Ватикана (посолство)
- Великобритания
  - Лондон (посолство)
  - Единбург (генерално консулство)
  - Манчестър (генерално консулство)
- Германия
  - Берлин (посолство)
  - Кьолн (генерално консулство)
  - Лайпциг (генерално консулство)
  - Мюнхен (генерално консулство)
  - Хамбург (генерално консулство)
- Грузия
  - Тбилиси (посолство)
- Гърция
  - Атина (посолство)
  - Солун (генерално консулство)
- Дания
  - Копенхаген (посолство)
- Естония
  - Талин (посолство)
- Ирландия
  - Дъблин (посолство)
- Исландия
  - Рейкявик (генерално консулство)
- Испания
  - Мадрид (посолство)
  - Барселона (генерално консулство)
- Италия
  - Рим (посолство)
  - Катания (генерално консулство)
  - Милано (генерално консулство)
- Кипър
  - Никозия (посолство)
- Латвия
  - Рига (посолство)
- Литва
  - Вилнюс (посолство)
- Люксембург
  - Люксембург (посолство)
- Северна Македония
  - Скопие (посолство)
- Молдова
  - Кишинев (посолство)
- Норвегия
  - Осло (посолство)
- Португалия
  - Лисабон (посолство)
- Румъния
  - Букурещ (посолство)
- Русия
  - Москва (посолство)
  - Иркутск (генерално консулство)
  - Калининград (генерално консулство)
  - Санкт Петербург (генерално консулство)
- Словакия
  - Братислава (посолство)
- Словения
  - Любляна (посолство)
- Сърбия
  - Белград (посолство)
- Украйна
  - Киев (посолство)
  - Лвов (генерално консулство)
  - Лутск (генерално консулство)
  - Одеса (генерално консулство)
  - Харков (генерално консулство)
- Унгария
  - Будапеща (посолство)
- Финландия
  - Хелзинки (посолство)
- Франция
  - Париж (посолство)
  - Лил (генерално консулство)
  - Лион (генерално консулство)
  - Страсбург (генерално консулство)
- Нидерландия
  - Хага (посолство)
- Хърватия
  - Загреб (посолство)
- Черна гора
  - Подгорица (посолство)
- Чехия
  - Прага (посолство)
  - Острава (генерално консулство)
- Швейцария
  - Берн (посолство)
- Швеция
  - Стокхолм (посолство)
  - Малмьо (генерално консулство)

## Северна Америка
- Канада
  - Отава (посолство)
  - Ванкувър (генерално консулство)
  - Монреал (генерално консулство)
  - Торонто (генерално консулство)
- Куба
  - Хавана (посолство)
- Мексико
  - Мексико (посолство)
- САЩ
  - Вашингтон (посолство)
  - Лос Анджелис (генерално консулство)
  - Ню Йорк (генерално консулство)
  - Чикаго (генерално консулство)

## Южна Америка
- Аржентина
  - Буенос Айрес (посолство)
- Бразилия
  - Бразилия (посолство)
  - Куритиба (генерално консулство)
  - Сао Паоло (генерално консулство)
- Венецуела
  - Каракас (посолство)
- Колумбия
  - Богота (посолство)
- Перу
  - Лима (посолство)
- Уругвай
  - Монтевидео (посолство)
- Чили
  - Сантяго де Чиле (посолство)

## Африка
- Алжир
  - Алжир (посолство)
- Ангола
  - Луанда (посолство)
- Демократична република Конго
  - Киншаса (посолство)
- Египет
  - Кайро (посолство)
- Етиопия
  - Адис Абеба (посолство)
- Зимбабве
  - Хараре (посолство)
- Кения
  - Найроби (посолство)
- Либия
  - Триполи (посолство)
- Мароко
  - Рабат (посолство)
- Нигерия
  - Абуджа (посолство)
- Сенегал
  - Дакар (посолство)
- Тунис
  - Тунис (посолство)
- ЮАР
  - Претория (посолство)

## Азия
- Афганистан
  - Кабул (посолство)
- Виетнам
  - Ханой (посолство)
  - Хошимин (генерално консулство)
- Израел
  - Тел Авив (посолство)
- Индия
  - Ню Делхи (посолство)
  - Мумбай (генерално консулство)
- Индонезия
  - Джакарта (посолство)
- Ирак
  - Багдад (посолство)
- Иран
  - Техеран (посолство)
- Йордания
  - Аман (посолство)
- Казахстан
  - Астана (посолство)
- Катар
  - Доха (посолство)
- Китай
  - Пекин (посолство)
  - Гуанджоу (генерално консулство)
  - Хонконг (генерално консулство)
  - Шанхай (генерално консулство)
- Кувейт
  - Кувейт (посолство)
- Ливан
  - Бейрут (посолство)
- Малайзия
  - Куала Лумпур (посолство)
- Монголия
  - Улан Батор (посолство)
- Обединени арабски емирства
  - Абу Даби (посолство)
- Пакистан
  - Исламабад (посолство)
  - Карачи (генерално консулство)
- Палестинска автономия
  - Рамала (Representative Office)
- Саудитска Арабия
  - Рияд (посолство)
- Северна Корея
  - Пхенян (посолство)
- Сингапур
  - Сингапур (посолство)
- Сирия
  - Дамаск (посолство)
- Тайван
  - Тайпе (търговски офис)
- Тайланд
  - Банкок (посолство)
- Туркменистан
  - Ашхабад (посолство)
- Турция
  - Анкара (посолство)
  - Истанбул (генерално консулство)
- Узбекистан
  - Ташкент (посолство)
- Южна Корея
  - Сеул (посолство)
- Япония
  - Токио (посолство)

## Окения
- Австралия
  - Канбера (посолство)
  - Сидни (генерално консулство)
- Нова Зеландия
  - Уелингтън (посолство)

## Междудържавни организации
- - Брюксел - ЕС и НАТО
  - Виена - ООН
  - Женева - ООН и други организации
  - Ню Йорк - ООН
  - Париж - Организация за икономическо сътрудничество и развитие и ЮНЕСКО
  - Страсбург - Съвет на Европа